# Zú-eposz
A Zú-eposz valószínűleg az I. e. II. évezredben keletkezett akkád eposz.  A mű sajnos teljes egészében nem maradt az utókorra, csak két, töredékes állapotban levő szöveg került elő, illetve néhány későbbi eposzban is említik (pl: Etana-eposz). A korábbi változat óbabiloni eredetű és Szúza területéről került elő, a másik eposztöredék Assur-bán-apli ninivei könyvtárának romjai közül került elő.

## A történet
A történet egy istenek közötti harcot ír le, amelyet a főhatalomért folytatott Zú ("az isteni viharmadár) és Enlil.
Teremtő Enlil tetteit látván,
istenruháját és diadémját,
s hogy mint kormányoz istenerővel,
s megpillantván Duranki isten sorstábláit,
Zú vágyat érez uralkodásra és hatalomra
A főhatalmat a sorstáblák birtoklása jelentette. Egy reggel, amikor Enlil mosdott egy forrás vizében, levette diadémját és letette melléjük a sorstáblákat is. Ezt használta ki a lesben álló Zú: lecsapott az égből és elragadta a sorstáblákat a diadémmal együtt.
Az istenek nagyon elkeseredtek a történtek után és vissza akarták szerezni a diadémot, azonban senki nem mert közülük szembeszállni a félelmetes Zú madárral, annál is inkább, mivel Zú a sorstáblák birtokában teljhatalmú úr lett.
Hiszen Zú a táblák ura,
Örzi őket a sűrűségben,
Ő bitorol minden hatalmat,
Ő parancsol minden parancsot,
Szájának szava úgy megáll,
Mint Dúranki isten rendelése...
Jaj annak aki ellene támad,
Jaj a bolondnak, vakmerőnek...
Az istenek először Adadot, a viharistent akarták küldeni, majd Istárt, de egyikük sem vállalkozott a feladatra. Végül is Marduk elvállalta a feladatot és útnak indult, hogy megtalálja Zút. Zú Marduk elől a keleti hegyekbe menekült (a keleti hegyek a folyóköz népei számára a félelmet, gonoszságot jelentették, az ott lakó nomádok miatt, akik a mezopotámiai lakosság biztonságát veszélyeztették).
Az eposz többi része nem került elő, de más eposzokban fellelhető utalásokból tudjuk, hogy Marduk végül is a hét szelet kapja segítségül, amelyek segítségével legyőzi Zút, majd az Etana-eposzban található utalás szerint Enlil itélőszéke elé viszi. Zú további sorsa ismeretlen, de mivel nem szerepel egy másik eposzban sem, ezért valószínű, hogy halállal lakolt.